# 全国职工总会平价合作社

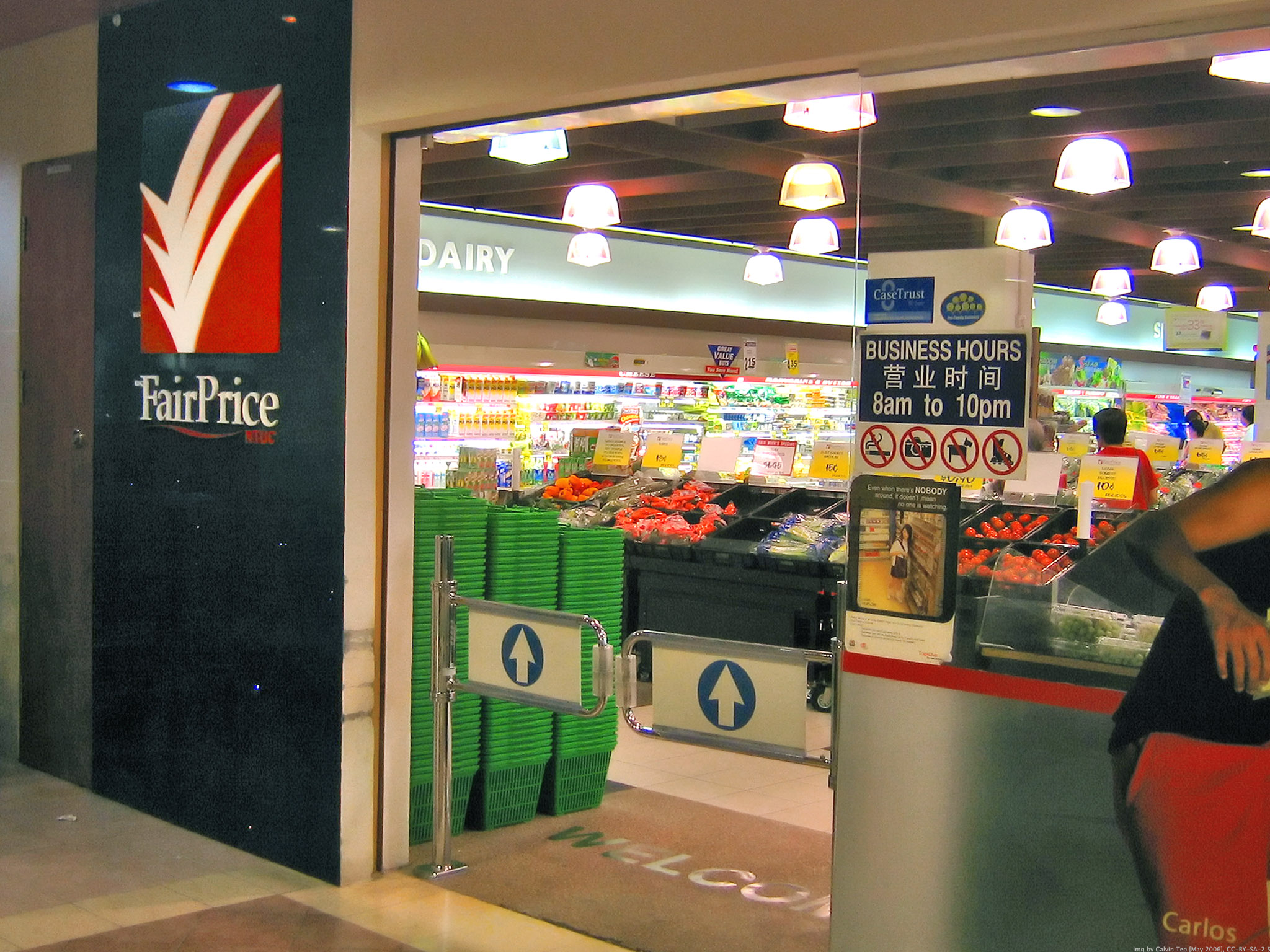

职总平价合作社（英語： 坦米爾語： கூட்டுறவு Kūṭṭuṟavu）是一家总部位于新加坡的连锁超市。它是新加坡最大的连锁超市。公司是新加坡全国职工总会的一家合作社。集团拥有100多家超市，在全岛有超过50家暢貨中心。

## 历史
职总平价合作社成立于1973年，当初的目的是为了解决由于通货膨胀导致的石油和日常价格的不断上升。在大巴窑开启了第一家门店。

## 外部連結
- 新加坡职工总会平价合作社 （页面存档备份，存于）